# Cascol
Cascol ist eine Ortschaft und eine Parroquia rural („ländliches Kirchspiel“) im Kanton Paján der ecuadorianischen Provinz Manabí. Die Parroquia besitzt eine Fläche von 429,6 km². Die Einwohnerzahl lag im Jahr 2010 bei 7192. Die Parroquia Cascol wurde am 17. Dezember 1957 eingerichtet.

## Lage
Die Parroquia Cascol liegt in der Cordillera Costanera. Der etwa 170 m hoch gelegene Hauptort Cascol befindet sich knapp 13 km südsüdwestlich des Kantonshauptortes Paján an der Fernstraße E482 (Nobol–Jipijapa). Der nördliche Teil des Verwaltungsgebietes wird über den Río Paján, den Oberlauf des Río Colimes, nach Osten entwässert. Der südliche Teil der Parroquia liegt im Einzugsgebiet des Río Magro (im Oberlauf Río Pedro Carbo), ebenfalls ein Nebenfluss des Río Daule. Im Süden der Parroquia verläuft der Höhenzug Cordillera Chongón Colonche. 
Die Parroquia Cascol grenzt im Nordosten an die Parroquia Campozano, im Südosten an die Parroquia Pedro Carbo (Kanton Pedro Carbo, Provinz Guayas), im Süden an die Parroquia Colonche (Kanton Santa Elena, Provinz Santa Elena), im Westen an die Parroquia Pedro Pablo Gómez (Kanton Jipijapa) sowie im äußersten Norden an die Parroquia Paján.